# رائيتيا

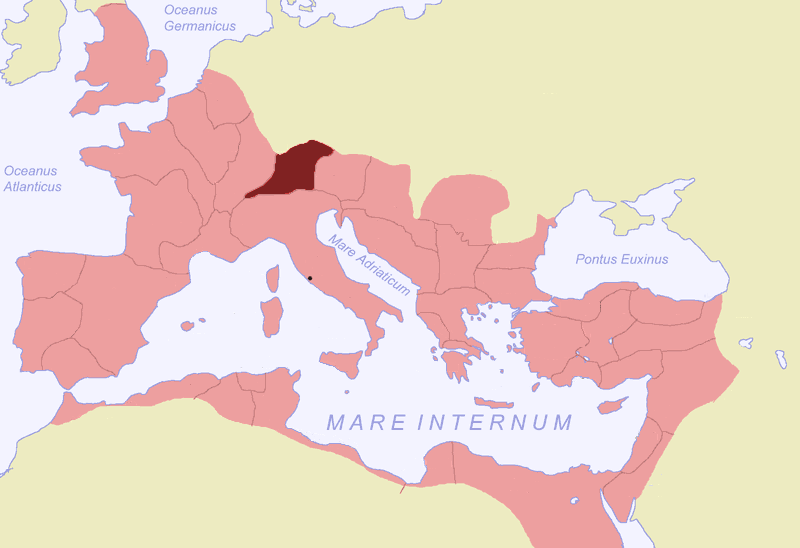
موقع المقاطعة

رائيتيا (باللاتينية: Raetia) و (بالألمانية: Rhaetia) هي محافظة سابقة في جبال الألب كانت تابعة إلى الإمبراطورية الرومانية، وتم اشتقاقها من شعبها الرائيتي من ألذين كانوا يسكنون فيها، كانت حدودها تبدأ من غرب هيلفيتي (في سويسرا حالياً) وإمتدت شرقاً إلى نوريكوم (في النمسا حالياً) ومن فينيديليسيا شمالاً (بافاريا حالياً) وإلى حدود فينيسيا، الرومانشيون ألذين يتواجدون اليوم في جنوب شرق سويسرا يؤمنون أنهم السكان الأصليون لرأئيتيا وأنهم ينحدرون من الرائيتيين.